# 앨리슨 엘리엇
앨리슨 엘리엇(Alison Elliott, 1970년 5월 19일 ~ )은 미국의 배우이다.

## 출연 작품

### 영화
- 다저스 몽키 (1994)
- 린 온 피트 (2018) - 마지 이모 역